# Maud van Praag

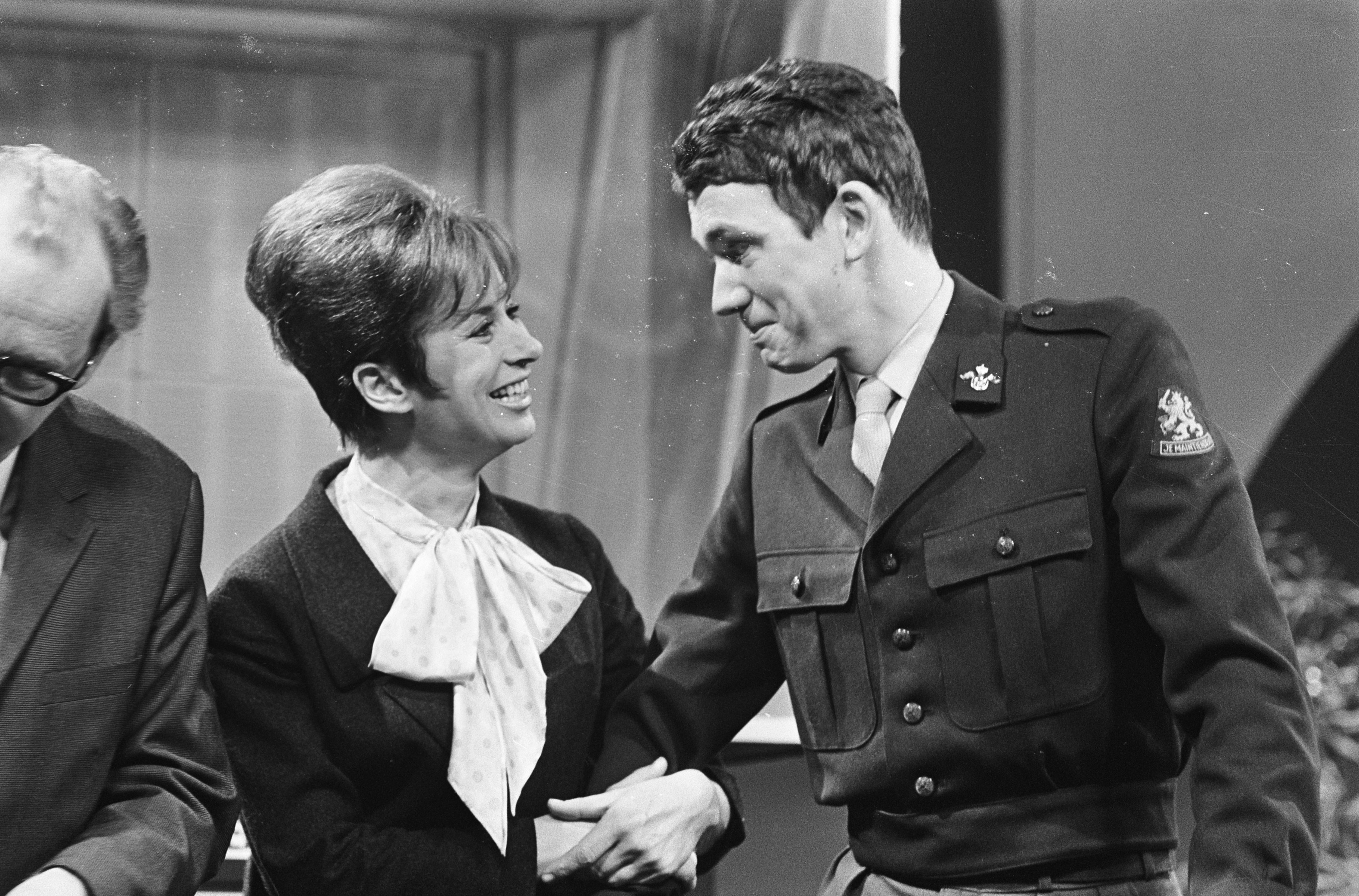
Quiz Tel uit je winst in 1967, v.l.n.r. Theo Eerdmans, Maud van Praag en deelnemer J.J. van Dam

Jacoba Elisabeth (Maud) Gieske, beter bekend als Maud van Praag (Haarlem, 1 januari 1925 - Bloemendaal, 3 september 2011), was een Nederlands presentatrice.
Zij werd bekend als assistente van quizmaster Theo Eerdmans. Bekende programma's waar zij bij betrokken was waren Je neemt er wat van mee en Tel uit je winst. In de programma's werd zij alleen bij haar voornaam Maud aangeduid, maar voluit heette zij destijds Maud van Praag. Ze was in die jaren namelijk getrouwd met Ajax-voorzitter Jaap van Praag. Dit huwelijk werd later door echtscheiding ontbonden.
Nadat Theo Eerdmans van het scherm verdween, eindigde ook de omroeploopbaan van Gieske. Van haar overlijden werd in geen enkele krant of nieuwsrubriek melding gemaakt.